# Associazione Calcio Siena 1968-1969
Questa voce raccoglie le informazioni riguardanti l'Associazione Calcio Siena nelle competizioni ufficiali della stagione 1968-1969.

## Rosa
| N. |                   | Ruolo | Calciatore             |
| -- | ----------------- | ----- | ---------------------- |
|    | Italia (bandiera) | D     | Mauro Agretti          |
|    | Italia (bandiera) | A     | Renzo Aldi             |
|    | Italia (bandiera) | A     | Tommaso Angrisani      |
|    | Italia (bandiera) | A     | Sauro Bonetti          |
|    | Italia (bandiera) | C     | Bruno Bruschettini     |
|    | Italia (bandiera) | C     | Mario Bulli            |
|    | Italia (bandiera) | P     | Alessandro Fiorini (I) |
|    | Italia (bandiera) | A     | Rolando Marchetti      |
|    | Italia (bandiera) | D     | Fabio Mariotto         |

| N. |                   | Ruolo | Calciatore         |
| -- | ----------------- | ----- | ------------------ |
|    | Italia (bandiera) | D     | Luigi Martini      |
|    | Italia (bandiera) | D     | Antonio Monguzzi   |
|    | Italia (bandiera) | D     | Loris Prandi       |
|    | Italia (bandiera) | D     | Italo Rizza        |
|    | Italia (bandiera) | P     | Romano Toni        |
|    | Italia (bandiera) | A     | Pier Franco Toschi |
|    | Italia (bandiera) | D     | Egidio Vezzani     |
|    | Italia (bandiera) | A     | Nevio Vinciarelli  |